# Hotel Mumbai
Hotel Mumbai is een biografische thrillerfilm uit 2018 (in Europa uitgebracht in 2019), geregisseerd door Anthony Maras en geschreven door John Collee en Anthony Maras. Het is geïnspireerd door de documentaire Surviving Mumbai 2009 over de aanslagen in Mumbai in 2008 in het Taj Mahal Palace Hotel in India. De hoofdrollen worden gespeeld door onder meer Dev Patel, Armie Hammer, Nazanin Boniadi, Anupam Kher en Jason Isaacs.
De film ging voor het eerst in première op 7 september 2018 op het Internationaal filmfestival van Toronto. In Nederland ging de film op 2 mei 2019 in première.

## Verhaal
Op 26 november 2008 werkt Arjun als ober in het Taj Mahal Palace Hotel in Mumbai. Zijn leidinggevende is chef-kok Hemant Oberoi, die zijn personeel eraan herinnert dat "de gast God is". Op die dag zijn onder anderen de islamitische Iraans-Britse erfgename Zahra en haar Amerikaanse man David, met hun zoon Cameron en zijn oppas Sally te gast. Ook ex-Spetznaz-agent Vasili is in het hotel. Die nacht pleegt een groep van tien terroristen, gecoördineerd door een man die bekend staat als De Stier, een aanslag op 12 locaties in Mumbai, waaronder het treinstation en het hotel. Omdat de lokale politie niet goed is opgeleid en uitgerust om tijdens de aanslag te kunnen optreden, kunnen ze alleen wachten tot speciale troepen uit New Delhi arriveren. In de daaropvolgende chaos zitten Arjun, David, Zahra en Vasili vast in het restaurant van het hotel met verschillende andere gasten terwijl Sally, zich niet bewust van wat er gaande is, bij Cameron in hun hotelkamer blijft. David sluipt voorbij de terroristen en bereikt met succes Sally en Cameron. Arjun volgt de instructies van Oberoi en begeleidt de gasten onder zijn hoede naar de Chambers Lounge, waar ze hopen veilig te blijven. David, Sally en Cameron proberen weer bij elkaar te komen, maar David wordt door de terroristen gevangen genomen en gegijzeld terwijl Sally en Cameron vastzitten in een kast.
Ondertussen besluit de lokale politie het hotel binnen te gaan, in de hoop de kamer met de beveiligingscamera's te vinden, zodat ze de terroristen kunnen volgen. Arjun probeert een dodelijk gewonde gast het hotel uit te begeleiden zodat ze naar een ziekenhuis kan. Ze komen de politie tegen waardoor het slachtoffer in paniek raakt en vlucht. Tijdens haar vlucht wordt ze gezien en vermoord door de terroristen. Arjun begeleidt de politie naar de cameraruimte. Daar ontdekken zij dat de terroristen op het punt staan de Chambers Lounge binnen te dringen. De politie beveelt Arjun om in de cameraruimte te blijven. In de tussentijd valt de politie de terroristen aan en weten ze hen te verwonden. Tegen Oberoi's advies in, besluiten Zahra en Vasili de lounge te verlaten om David te zoeken. Ook zij worden betrapt en gegijzeld.
Uiteindelijk komen de speciale troepen aan, en de leider beveelt de terroristen om naar de laatste fase van hun plan te gaan en het hotel plat te branden. De terroristen laten Imran, een gewonde terrorist, achter om de gijzelaars in de gaten te houden. Uiteindelijk vermoordt hij ze in opdracht van de leider. Imran vermoordt David en Vasili, maar spaart Zahra nadat ze begint met het opzeggen van een moslimgebed. Arjun gaat terug naar Oberoi en evacueert de overgebleven gasten uit de Chambers Lounge. Tijdens de evacuatie lopen ze Sally en Cameron tegen het lijf. De speciale troepen doden de terroristen en Zahra wordt met een kraan uit het brandende hotel bevrijd. Arjun keert terug naar huis en herenigt zich met zijn vrouw en dochter. Het personeel van het Taj Hotel is bij de heropening van het hotel aanwezig.

## Cast
| Acteur               | Rol              |
| -------------------- | ---------------- |
| Dev Patel            | Arjun            |
| Armie Hammer         | David Duncan     |
| Nazanin Boniadi      | Zahra Kashani    |
| Tilda Cobham-Hervey  | Sally            |
| Anupam Kher          | Hemant Oberoi    |
| Jason Isaacs         | Vasili Gordetsky |
| Suhail Nayyar        | Abdullah         |
| Vipin Sharma         | Dilip            |
| Amandeep Singh       | Imran            |
| Manoj Mehra          | Houssam          |
| Dinesh Kumar         | Rashid           |
| Kapil Kumar Netra    | Kasab            |
| Amrit Singh          | Ismail           |
| Angus McLaren        | Eddie            |
| Natasha Liu Bordizzo | Bree             |
| Alex Pinder          | Jim              |
| Adithi Kalkunte      | Dimple           |
| Naina Sareen         | Lani             |
| Yash Trivedi         | Ajay             |
| Vipin Sharma         | Hotelmanager     |
| Chantal Contouri     | Mrs Karvelas     |
| Carmen Duncan        | Lady Wynn        |
| Mariette Valsan      | Nisha            |
| Zenia Starr          | Prahba           |

## Productie
Op 11 februari 2016 werd bekendgemaakt dat Dev Patel en Armie Hammer in de film te zien zouden zijn, samen met acteurs Nazanin Boniadi, Teresa Palmer en Suhail Nayyar, terwijl er met Nikolaj Coster-Waldau en Anupam Kher nog werd onderhandeld. Palmer en Coster-Waldau waren uiteindelijk niet in de film te zien. John Collee en Anthony Maras schreven de film. Maras regisseerde de film en Basil Iwanyk produceerde de film via Thunder Road Pictures, samen met Jomon Thomas van Xeitgeist, Gary Hamilton van Gary Gary en Mike Gabrawy, Andrew Ogilvie van Electric Pictures en Julie Ryan.
In juni trad Tilda Cobham-Hervey toe tot de cast, nadat Teresa Palmer zich vroeg in haar tweede zwangerschap had teruggetrokken, en in augustus werd Jason Isaacs gecast. Op 7 september 2016 kwam Natasha Liu Bordizzo bij de film om Bree te spelen, een toerist die gevangen zit in de aanslag.

### Opnames
In augustus 2016 begonnen de eerste opnames van de film in de filmstudio's in Adelaide, geleid door de South Australian Film Corporation. De opnames werden begin 2017 hervat in India.

## Première
In mei 2016 verwierf The Weinstein Company de distributierechten van de Verenigde Staten en het Verenigd Koninkrijk voor de film. In april 2018 werd echter bekend dat The Weinstein Company de film niet meer zou uitgeven. In augustus 2018 verwierven Bleecker Street en ShivHans Pictures Amerikaanse distributierechten voor de film.
De film ging in wereldpremière op het Internationaal filmfestival van Toronto op 7 september 2018. Het werd in Australië uitgebracht op 14 maart 2019 en de Verenigde Staten op 22 maart 2019. In Nederland ging de film in première op 2 mei 2019.
Vanwege de aanslag op de moskeeën in Christchurch op 15 maart 2019, werd de film tijdelijk teruggetrokken uit de Nieuw-Zeelandse bioscopen. Op 28 maart ging de film opnieuw in première.
Netflix zou de film uitbrengen in India en andere Zuid- en Zuidoost-Aziatische gebieden. Netflix trok zich echter terug na een conflict met de Indiase distributeur Plus Holdings.

## Opbrengst
De film werd op 22 maart 2019 voor het eerst uitgebracht in vier bioscopen in de Verenigde Staten. Dit werd op 29 maart uitgebreid tot 924 bioscopen, wat in het tweede weekend zorgde voor een omzet van 3,1 miljoen dollar.
Op 13 juni 2019 heeft Hotel Mumbai 9,7 miljoen dollar opgebracht in de Verenigde Staten en Canada en 6,9 miljoen dollar in de rest van de wereld. In totaal werd er zo'n 16,5 miljoen dollar opgehaald.